# Filtro de barreira
Filtro de barreira é uma lente capaz de eliminar determinados comprimentos de onda, como o ultravioleta.
Tais filtros encontram aplicação em dispositivos nos quais a eliminação de determinadas frequências de luz sejam convenientes ao processo. Possuem aplicação na fotografia ultravioleta, na microscopia de fluorescência, com diversas aplicações, como na análise histológica de micoses, tanto na medicina quanto na fitopatologia, na angiografia de fluorescência, e nas análises químicas, como na caracterização de polímeros.